# 笑芸人
笑芸人（しょうげいにん）とは、1999年に白夜書房から創刊された日本の芸能雑誌である。漫才・落語・お笑い芸人（主に東京方面で活躍する人物）にスポットを当てたお笑い（演芸）専門雑誌であった。
編集長は高田文夫（「笑芸人」のタイトル字も高田によるもの）。のちに編集人は田村直規となるが、落語ファン倶楽部最終号まで表紙に「高田文夫」の名前は入っている。発行人は、1999年11月発行の笑芸人vol.1から2012年4月の落語ファン倶楽部vol.16まで末井昭、その後は田中辰彦となった。
発行当時、編集部でアルバイトをしていた女子大生がのちに神田紅に入門、神田真紅改め三代目松林伯知となっている。
同編集部によるムック・書籍は、2014年4月発行の「落語ファン倶楽部 別冊 東西全落語家一門名鑑」を最後に終刊となった。

## 笑芸人
- 笑芸人VOL.1 1999年11月発売 土曜8時テレビ戦争/ひょうきん族VS全員集合・三木のり平・由利徹等
- 笑芸人VOL.2 2000年5月発売 笑点35年史徹底追及・ビートたけしのオールナイトニッポン全10年史他
- 笑芸人VOL.3 2000年10月発売 東京コント王道伝承/伊東四朗から三宅裕司へ・テレビ東京他
- 笑芸人VOL.4 2001年3月発売 東京漫才/大御所から実力派若手まで・コミックソング大全他
- 笑芸人VOL.5 2001年7月発売 ビートたけし徹底特集・桂枝雀メモリアル他
- 笑芸人VOL.6 2002年3月発売 古今亭志ん朝・三谷幸喜、いとうせいこう、宮藤官九郎他
- 笑芸人VOL.7 2002年6月発売 国内外の大物マジシャンを直撃・ものまね/清水ミチコ&松村邦洋他
- 笑芸人VOL.8 2002年9月発売 氣志團・笑福亭鶴瓶・柳家小さん他
- 笑芸人VOL.9 2002年12月発売 山下達郎&春風亭昇太「我が愛しの志ん生」・所ジョージ・三波伸介他
- 笑芸人VOL.10 2003年3月発売 古今東西ベスト100席・（祝）高座生活50周年立川談志他
- 笑芸人VOL.11 2003年6月発売 浅草笑芸/榎本健一・古川緑波、渥美清、コント55号、ビートたけしら
- 笑芸人VOL.12 2003年9月発売 喜劇映画・大西ユカリ他
- 笑芸人VOL.13 2003年12月発売 昇太、喬太郎、白鳥、山陽、彦いち、他・新作落語年表と名人楽屋噺
- 笑芸人VOL.14 2004年3月発売 笑うラジオ/永六輔、みのもんた、吉田照美、伊集院光、上田晋也ら
- 笑芸人vol.15 2004年11月発売 笑う演劇/松尾スズキ・阿部サダヲ・宮藤官九郎・古田新太・八嶋智人ら
- 笑芸人VOL.16 2005年3月発売 九代正蔵襲名、『タイガー&ドラゴン』、笑福亭鶴瓶他
- 笑芸人VOL.17 2005年12月発売 喜劇人と劇場、娯楽史、イッセー尾形、「日劇」三木のり平他

【以降は刊行されず】
尚、VOL.13以降はCDが付属している。値段はその号によって違う。

## 落語ファン倶楽部

### 笑芸人編集ムック
- 落語ファン倶楽部VOL.01（CD付き）2005年7月発売『タイガー&ドラゴン』『笑点』『六人の会』など
- 落語ファン倶楽部VOL.02（CD付き）2006年4月発売『志の輔パルコ』『追悼桂吉朝』『藤志楼復活』他
- 落語ファン倶楽部VOL.03（CD付き）2007年2月発売『志ん朝』『圓楽・三枝対談』『木久蔵親子』『談春七夜』他
- ラジオDEパンチVOL.1（CD付き）2005年3月発売 ラジオ史、全国名物番組コレクション
- ラジオDEパンチVOL.2（CD付き）2006年2月発売 ベテランとニューカマー、全国AM・FM局完全ガイド
- 落語ファン倶楽部Vol.04（CD付き）2007年6月発売『極附! 志の輔・昇太二人会』など
- 笑芸人presents 極楽生活 壱の号(CD付き)2007年12月発売 チャンバラ大特集!
- 落語ファン倶楽部Vol.05（CD付き）2008年4月発売『柳家の底力』『東西落語家旅ばなし』など
- 落語ファン倶楽部 Vol.06  (CD付き）2008年12月発売『大ネタ十八番勝負』など
- 落語ファン倶楽部 Vol.07（CD付き）2009年6月発売『これぞ落語のテキスト 六代目三遊亭圓生 てへっ』ほか
- 落語ファン倶楽部 Vol.08（CD付き）2009年12月発売『落語の国のオールスター』『勘三郎・談春 寿対談』ほか
- 落語ファン倶楽部 Vol.09（CD付き）2010年7月発売『江戸落語×上方落語』『楽太郎 改め 円楽誕生！』ほか
- 落語ファン倶楽部 Vol.10（CD付き）2010年10月発売『大豊作! 二〇〇〇年代真打』『祝! 落語芸術協会八〇周年』『太田光と立川志らくの現代落語論』ほか
- 落語ファン倶楽部 Vol.11　2009年12月発売『よくわかる落語家カタログ123』
- 落語ファン倶楽部 Vol.12（CD付き）2011年3月発売『大ネタ十八番勝負』『文珍・志の輔 ガッテン！ 初対談』ほか
- 落語ファン倶楽部 Vol.13（CD付き）2011年6月発売『今こそ滑稽噺で笑って元気に』『祝 芥川賞受賞 西村賢太 特別寄稿』『傑作〝読み切り〟落語 『噺家の春』談春』ほか
- 落語ファン倶楽部 Vol.14  2011年11月発売『SWA FINAL まるごとぜ～んぶSWA』
- 落語ファン倶楽部 Vol.15（CD付き）2011年12月発売『柳家のすべて』『鶴瓶・志の輔で爆笑 ためして乾杯！』ほか
- 落語ファン倶楽部 Vol.16（CD付き）2012年4月発売『談志だいすき』ほか
- 落語ファン倶楽部 Vol.17（CD付き）2012年8月発売『落語の女子力』ほか
- 落語ファン倶楽部 Vol.18（CD付き）2012年12月発売『黄金の60代』『さん喬・権太楼 十八番語りつくし」ほか
- 落語ファン倶楽部 Vol.19（CD付き）2013年4月発売『落語 VS 歌舞伎』『三大対談！ 志の輔×勘九郎　左談次×左團次 たい平×福助』ほか
- 落語ファン倶楽部 Vol.20　2013年12月発売『志ん生 文楽 落語にぞっこん』ほか
- 落語ファン倶楽部 別冊 2014年4月発売『東西全落語家一門名鑑』（終刊）

## 関連書籍

### 笑芸人叢書
- 『銀幕同窓会 高田文夫と映画育ちの団塊者たち』高田文夫 2001年8月発売
- 『コミックソングレコード大全 爆笑音盤蒐集天国』鈴木啓之、吉田明裕 2002年2月発売
- 『ありがとう笑名人第1巻　三木のり平・由利徹・笑福亭松鶴・東八郎・古今亭志ん朝』2003年5月発売
- 『笑現の自由 笑いの星座からやってきた男たち』 2003年10月発売
- 『完璧版テレビバラエティ（大）笑辞典』2003年11月発売
- 『寄席・芸人・四季（橘蓮二写真集）』2004年4月発売
- 『渡る世間はシャレばかり 96~04大衆芸能日記』高田文夫 2004年06月発売

### 笑芸人編集部が編集した書籍
- 三遊亭圓楽『圓楽 芸談 しゃれ噺』2006年7月刊行
- 中島らも『何がおかしい 笑いの評論とコント・対談集 』（CD付き）2006年8月刊行
- 中島らも『ポケットが一杯だった頃』（CD付き）2007年7月刊行
- 井上雅義『幸せだったかな　ビートたけし伝』2007年12月刊行
- 『高田文夫のラジオビバリー昼ズ そんなこんなで20年』(CD付)2008年6月刊行
- 浜美雪『笑いの女神たち コメディエンヌXファイル』2008年7月刊行
- 笑福亭鶴光『つるこうでおま!』(CD付)2008年7月刊行

### 落語ファン倶楽部新書
- 浜美雪『落語を聴くなら 古今亭志ん朝を聞こう』（2010年3月）ISBN 978-4861915895
- 松田健次『落語を聴くなら 春風亭昇太を聞こう』（2010年3月）ISBN 978-4861915901
- 落語ファン倶楽部 『新作落語傑作読本（1）』（2011年11月）ISBN 978-4861918452
- 柳亭市馬 『柳亭市馬の懐メロ人生50年』（2011年12月）ISBN 978-4861918469
- 春風亭一之輔『一之輔、高座に粗忽の釘を打つ』（2012年8月）ISBN 978-4861919138
- 落語ファン倶楽部 『新作落語傑作読本（2）』（2012年12月）ISBN 978-4861919466
- 落語ファン倶楽部 『新作落語傑作読本（3）』（2013年7月）ISBN 978-4861919954
- 五街道雲助『雲助、悪名一代 成り下がりの粋』（2013年9月）ISBN 978-4864940030
- 桃月庵白酒『白酒ひとり壺中の天』（2013年9月）ISBN 978-4864940047